# II. Dedumosze
II. Dedumosze (uralkodói nevén Dzsednoferré) az ókori Egyiptom egyik uralkodója a második átmeneti kor idején. Kim Ryholt és Darrell Baker szerint a thébai XVI. dinasztia tagja, Jürgen von Beckerath, Thomas Schneider és Detlef Franke a XIII. dinasztia egyik királyának tartja. Nem tudni, pontosan mikor uralkodott, de amennyiben a XIII. dinasztia uralkodója volt, uralma i. e. 1690 körül véget ért. Amennyiben a XVI. dinasztiához tartozott, úgy Ryholt szerint az i. e. 1588 és 1582 közti időszakban uralkodott.

## Említései

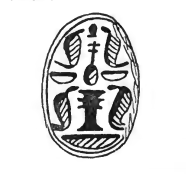
Egy bizonyos Dzsednoferré, talán II. Dedumosze szkarabeusza

Dzsednoferré Dedumosze egy eredetileg Gebeleinből származó, ma a kairói Egyiptomi Múzeumban található (CG 20533). A sztélén Dedumosze azt írja, királynak nevelték, ami jelezheti, hogy I. Dedumosze fia, bár az is lehet, hogy csak propagandaszövegről van szó. A szöveg harcias hangvétele valószínűleg tükrözi a XVI. dinasztia állandó háborúskodással teli utolsó éveit, mikor korábbi területeit megszállták a hükszoszok
A jóságos isten, Théba kedveltje, Hórusz kiválasztottja, aki megnöveli [seregét], aki megjelent, mint a Nap fénye, akit feldicsértek a Két Föld királyságába; a kiáltáshoz tartozó.
Ludwig Morenz szerint a sztélének ez a szövegrésze, főleg az „akit feldicsértek a királyságába” megerősítheti Eduard Meyernek azt a vitatott elméletét, hogy egyes fáraók választás útján kerültek a trónra.
A torinói királylistán a XIII. dinasztia vége sérült; ha Dedumosze szerepel rajta, talán a hetedik oszlop 13. sorában van a neve.

## Josephus Tutimaiosza
Történtek kísérletek arra, hogy Dedumoszét azonosítsák Tutimaiosszal vagy Timaiosszal, akinek a hükszoszokkal történt összeütközéséről és bukásáról Josephus számol be. Dedumosze és Tutimaiosz azonosságát azonban sem nyelvészeti kutatás (utóbbi neve nagyobb valószínűséggel ered a Dzsehutimesz névből), sem történelmi tények nem támasztják alá, valószínűbb, hogy az eredeti forrás félreértéséről vagy szöveghibáról lehet szó.

## Az általánosan elfogadottól eltérő kronológiák
Immanuel Velikovsky történész és David Rohl egyiptológus revizionista törekvéseik során megpróbálták Dedumoszét azonosítani a bibliai Exodus fáraójával. Dedumosze jóval korábban élt, mint a többi jelölt. Rohl új kronológiája fantomidő-elmélet segítségével próbálja csaknem 300 évvel lerövidíteni a harmadik átmeneti kort; ennek következményeként számos, az egyiptomi történelem és a bibliai narratíva közti szinkronicitás megváltozott, és Rohl Dedumoszét azonosította az Exodus fáraójaként. Rohl elmélete nem nyert támogatást a tudósok körében.

## Fordítás
- Ez a szócikk részben vagy egészben  a   Dedumose II című angol Wikipédia-szócikk ezen változatának fordításán alapul.  Az eredeti cikk szerkesztőit annak laptörténete sorolja fel. Ez a jelzés csupán a megfogalmazás eredetét és a szerzői jogokat jelzi, nem szolgál a cikkben szereplő információk forrásmegjelöléseként.